# Jerzy Nowosielski
Jerzy Nowosielski (Cracovia, 7 gennaio 1923 – Cracovia, 21 febbraio 2011) è stato un pittore, scenografo e illustratore polacco.
È meglio conosciuto per le sue composizioni religiose su muro, iconostasi, policromie della chiesa ortodossa di Cracovia, Białystok e Jelenia Góra, della chiesa cattolica romana della Santa Croce di Wesoła, della chiesa francescana nel distretto Azory di Cracovia e della chiesa cattolica greca a Lourdes.
Ha anche dipinto ritratti, paesaggi, nature morte e astratte. I suoi lavori si possono trovare nei musei polacchi ed anche in collezioni private in Canada, USA e Germania. Nel 1993 fu premiato dalla fondazione culturale polacca Wielka Fundacja Kultury e ricevette una decorazione onoraria dall'Università Jagellonica nel 2000.
Nel 1965 è stato girato il documentario Interpretacje di Jaroslaw Brzozowski.